# Wüsten-Langnasenbeutler
Der Wüsten-Langnasenbeutler (Perameles eremiana) ist ein ausgestorbener Beutelsäuger aus der Familie der Nasenbeutler.

## Merkmale
Der Wüsten-Langnasenbeutler erreichte eine Kopf-Rumpf-Länge von 180 bis 285 mm, eine Schwanzlänge von 77 bis 135 mm und ein Gewicht von ungefähr 250 g. Er sah dem Streifen-Langnasenbeutler (Perameles bougainville) ähnlich. Das Gesicht, die Flanken und das Hinterteil waren rötlich-orange. Das Hinterteil zeigte einen oder zwei dunkle Streifen. Die Unterseite war weiß. Der Schwanz war an der Oberseite dunkler, verhältnismäßig länger und zum Ende hin konisch.

## Vorkommen
Der Wüsten-Langnasenbeutler kam ursprünglich im südöstlichen South Australia, im nördlichen Zentral-Western Australia und im Northern Territory bis zur Tanamiwüste vor.

## Lebensraum und Lebensweise
Über die Lebensweise ist nichts bekannt, sie war aber vermutlich der anderer Nasenbeutler ähnlich. Der Wüsten-Langnasenbeutler bewohnte Sandebenen und Sanddünen sowie Hummock- oder Tussock-Grasland.

## Aussterben
Der letzte gesicherte Nachweis stammt aus dem Jahre 1943, als an der Canning Stock Route in Western Australia ein Exemplar gesammelt wurde. Vermutlich hat die Art bis in die 1960er-Jahre überlebt. Mögliche Aussterbeursachen waren die Nachstellung durch Füchse und verwilderte Katzen sowie Lebensraumverlust durch Kaninchen und durch Veränderungen der Stärke, des Auftretens und der Häufigkeit von Bränden (Feuerregime).